# Parole italiane con origine germanica
I popoli italici degli Appennini sono venuti in contatto con i popoli Germani. I Goti, più tardi i Longobardi. Soprattutto gli ultimi hanno lasciato nella lingua italiana delle tracce (alcune decine di parole). La radice linguistica dell'antico franco risale spesso al territorio francese della Provenza. Alcuni termini italiani hanno origine dalla lingua alto-tedesca antica o dalla lingua alto-tedesca media (ahd., mhd.), poche altre dalla lingua alto-tedesca nuova. In alcuni casi l'origine tedesca è molto chiara, in altri può essere fraintesa.

## Antico-, medio-, nuovo tedesco
Nelle seguenti tabelle le parole hanno origine dal tedesco. Le diverse fonti dalla etimologia dicono diversi significati per stesse parole. Un autore di lingua alto-tedesca antica in origine, può avere conoscenze di base diverse per la provenienza di termini dal germanico, rispetto ad altri. Le derivazioni dalla lingua alto-tedesca antica sono fondamentali per la comprensione.
| Parola italiana     | Parola tedesca                  | Origine                              |
| ------------------- | ------------------------------- | ------------------------------------ |
| alabarda            | Hellebarde                      | mhd. helmbarte                       |
| alpenstock          | Alpenstock                      | Alpenstock                           |
| alt                 | halt                            | mhd. halt                            |
| anseatico           | hanseatisch                     | Hanse                                |
| archibugio          | Arkebuse                        | Hakenbüchse                          |
| azzeccare           | versetzen, verpassen            | mhd. zecken                          |
| bandone             | Eisenblech                      | mhd. band                            |
| bezzo               | Batzen                          | Batz                                 |
| binda               | mechanische Winde               | Winde                                |
| birra               | Bier                            | Bier                                 |
| bismuto             | Wismut                          | Wismut                               |
| blindato            | gepanzert                       | Blinde (frz. blinde)                 |
| brindisi            | Trinkspruch                     | bring dir's                          |
| chellerina          | Kellnerin                       | Kellnerin                            |
| cioncare            | hinuntergießen                  | mhd. schenken?                       |
| cioppa              | Jacke                           | Schopa (parola in tedesco alemanno)  |
| cobalto             | Kobalt                          | Kobalt                               |
| coboldo             | Kobold                          | Kobold                               |
| cren                | Kren, Meerrettich               | Kren                                 |
| crusca              | Kleie                           | ahd. crusc                           |
| edelweiss           | Edelweiß (Pflanze)              | Edelweiß                             |
| ermellino           | Hermelin                        | ahd. harmilīn                        |
| feld(i)spato        | Feldspat                        | Feldspat                             |
| fignolo             | kleiner Furunkel                | Finne                                |
| francobollo         | Briefmarke                      | Franko                               |
| gazza               | Elster                          | ahd. ag-gaza (frz. agace)            |
| ghibellino          | Ghibellinen                     | Stadt Waiblingen                     |
| ghiribizzo          | Schrulle                        | ahd. krebiz (gambero)                |
| gneiss              | Gneis                           | Gneis                                |
| gonfalone           | Banner, Fahne                   | ahd. gundfano                        |
| gretto              | knauserig                       | mhd. grit (avaro)                    |
| grinza              | Runzel                          | ahd. grimmisōn (cupo)                |
| gromma              | Weinstein                       | Grummele (parola svizzera)           |
| gualcare            | walken                          | ahd. walkan                          |
| guarnire            | garnieren, verzieren            | ahd. warnon                          |
| guisa               | Art, Weise                      | ahd. wisa                            |
| hinterland          | Hinterland                      | Hinterland                           |
| kirsch              | Kirschwasser                    | Kirschwasser                         |
| kümmel              | Kümmelbranntwein                | Kümmel                               |
| laccamuffa          | Lackmus                         | Lackmus                              |
| langravio           | Landgraf                        | mhd. landgraf                        |
| lista               | Liste                           | ahd. lista (striscia)                |
| maniscalco          | Hufschmied                      | ahd. marah (cavallo) + scalc (servo) |
| marca               | Marke                           | ahd. mark                            |
| maresciallo         | Marschall, Polizeimeister       | ahd. marah + scalc                   |
| margravio           | Markgraf                        | Markgraf                             |
| milza               | Milz                            | ahd. milzi                           |
| minnesänger         | Minnesänger                     | Minnesänger                          |
| obice               | Haubitze, Granate               | Haubitze                             |
| ordalia             | Gottesurteil                    | Urteil                               |
| quarzo; quarzoso    | Quarz; quarzhaltig              | Quarz                                |
| raffica             | Windstoß                        | ahd. raffōn (prendere)               |
| randa               | Schablonierbrett                | ahd. rand (filo della lama)          |
| raspare             | raspeln                         | ahd. raspon                          |
| ratto               | Ratte                           | ahd. rato                            |
| ringhiera           | Geländer                        | ahd. hring (anello)                  |
| rocca               | Rocken                          | ahd. rok                             |
| rozza               | Gaul                            | ahd. hros (cavallo)                  |
| rubare              | stehlen, rauben                 | ahd. roubon                          |
| saccomanno          | Gepäckträger                    | mhd. sackman                         |
| saga                | Sage                            | Sage                                 |
| sala                | Saal, Salon                     | ahd. sal                             |
| sberleffo           | spotten                         | ahd. leffur (labbro)                 |
| scellino            | Schilling                       | Schilling                            |
| schermo             | Abschirmung, Bildschirm         | ahd. skerm, skirm                    |
| schiatta            | Geschlecht, Sippe               | ahd. slaht                           |
| semel               | Semmel                          | Semmel                               |
| senno               | Verstand                        | ahd. sin                             |
| sghembo             | schräg                          | ahd. slimb                           |
| sgherro             | Scherge                         | ahd. skerre                          |
| slitta              | Schlitten                       | Schlitten                            |
| snello              | behende                         | ahd. snel                            |
| speck               | Speck                           | Speck                                |
| squilla; squillare  | Glöckchen; klingeln             | ahd. scella                          |
| spingare, springare | springen                        | ahd. springan                        |
| stambecco           | Steinbock                       | Steinbock                            |
| stanga              | Schranke, Stange, Deichsel      | ahd. stanga                          |
| stoccafisso         | Stockfisch                      | Stockfisch                           |
| stormo              | Schwarm                         | ahd. sturm (Sturm)                   |
| stozzo              | Stoßvorrichtung                 | mhd. stotze                          |
| strudel             | Strudel                         | Strudel                              |
| svansica            | zwanzig kreuzer                 | Zwanziger                            |
| tallero             | Taler                           | Taler                                |
| tanfo               | Modergeruch                     | Dampf                                |
| trabante            | Diener                          | Trabant                              |
| trampolo            | Stelze                          | trampeln                             |
| trampolino          | Sprungbrett                     | trampeln                             |
| trincare            | gemütlich und reichlich trinken | trinken                              |
| vasistas            | Klappfenster                    | was ist das?                         |
| vermut              | Wermut                          | Wermut                               |
| lanzichenecco       | Landsknecht                     | Landsknecht                          |
| zinco               | Zink                            | Zink                                 |
| zizza               | Zitze                           | ahd. zitze                           |
| zolla               | Erdscholle                      | ahd. skolla                          |

Per alcune parole italiana ci sono ancora le derivazioni (esempio: stangata (Übervorteilung, Schlag) da stanga). Questo vale anche per le tabelle seguenti.
| Parola italiana | Parola tedesca            | Origine antico franco | Livello intermedio    | Correlati alla parola tedesca |
| --------------- | ------------------------- | --------------------- | --------------------- | ----------------------------- |
| agguato         | Hinterhalt                | wahta                 | aguait                | Wächter                       |
| airone          | Reiher                    | haigro                | Reiher                |                               |
| araldo          | Herold                    | heriald               | Herold                |                               |
| ardire          | wagen                     | hardjan               | ardir                 | hart                          |
| attaccare       | angreifen, attackieren    | stakka                | attacher              | Stecken                       |
| benda           | Augenbinde                | binda                 | Binde                 |                               |
| bandiera        | Fahne                     | binda                 | Binde                 |                               |
| bersaglio       | Ziel(scheibe)             | birson                | bersail               | pirschen                      |
| bidello         | Schuldiener, Pedell       | bidil                 | Büttel                |                               |
| botta           | Schlag                    | botan                 | botter                | (Am)boss                      |
| buttare         | werfen                    | botan                 | (Am)boss              |                               |
| crampo          | Krampf                    | cramp                 | crampe                | krumm, Krampf                 |
| digrignare      | Zähne fletschen           | grinan                | grinsen               |                               |
| foraggio        | Tierfutter                | fodar                 | fourrage              | Futter                        |
| garanzia        | Garantie                  | werent                | garant                | (ge)währen                    |
| giardino        | Garten                    | gard                  | jardin                | Garten                        |
| glissando       | Glissando                 | glidan                | glisser               | gleiten                       |
| greppia         | Futterraufe               | kripja                | Krippe                |                               |
| gres            | Steingut                  | griot                 | gres                  | Gries                         |
| guanto          | Handschuh                 | want                  | Gewand                |                               |
| guerra          | Krieg                     | werra                 | (ver)wirren           |                               |
| guitto          | armselig                  | wiht                  | guito (spanisch)      | Wicht                         |
| loggia          | Loggia, Loge, Bogengang   | laubja                | Laube                 |                               |
| marciare        | marschieren               | markon                | marchier              | Marke                         |
| marsc'          | Marsch! (Befehl)          | markon                | marche                | Marke                         |
| rango           | hring                     | rang                  | Ring (Kreis)          |                               |
| rocchetta       | Rock des Prälaten         | hroc                  | Rock                  |                               |
| smalto          | Email, Lack               | smalt                 | schmelzen             |                               |
| spanna          | ein Längenmaß             | spanna                | Spanne?               |                               |
| sperone         | Sporn                     | sporo                 | Sporn                 |                               |
| spingarda       | Katapult                  | springan              | espringarde           | springen                      |
| spione          | Spion                     | speho                 | spähen                |                               |
| staggio         | großer Balken             | stagia                | Stange?               |                               |
| tamponare       | zustopfen                 | tappo                 | tampon                | Zapfen                        |
| tappo           | Pfropfen, Stopfen, Zapfen | tappo                 | Zapfen                |                               |
| tasca           | Hosentasche, Tasche       | taska                 | Tasche                |                               |
| teccola         | Fleckchen                 | tecca                 | Zeichen (engl. token) |                               |
| tovaglia        | Tischtuch                 | thwahlia              | Zwehle                |                               |
| trappola        | Falle                     | trappa                | trippeln              |                               |
| usbergo         | Halsberge, Rüstung        | halsberg              | ausberc               | Halsberge                     |

## Germanico
Le parole seguenti sono quasi sicuramente di origine germanica (in alcuni casi longobarda), per la stessa radice e spesso per assomiglianza (3ª colonna). Non sono qui incluse le moderne parole del germanico inglese.
| Parola italiana            | Parola tedesca         | Collegata alla parola tedesca |
| -------------------------- | ---------------------- | ----------------------------- |
| accetta                    | Axt                    | Axt                           |
| arengo                     | Kampfplatz             | Ring                          |
| aringa                     | Hering                 | Hering                        |
| arruffare                  | verwirren              | raufen                        |
| arpa                       | Harfe                  | Harfe                         |
| arrostire                  | braten                 | rösten                        |
| balcone                    | Balkon                 | Balken                        |
| balla                      | Ballen                 | Ballen                        |
| banco                      | Sitzbank               | Bank                          |
| bara                       | Tragbahre              | Bahre                         |
| bianco                     | weiß                   | blank                         |
| biavo                      | blau                   | blau                          |
| bisonte                    | Wisent                 | Wisent                        |
| blocco                     | Steinblock, Blockade   | Block                         |
| blu                        | blau                   | blau                          |
| bordo                      | Bord                   | Bord                          |
| bosco                      | Wald                   | Busch                         |
| breccia                    | Bresche                | brechen                       |
| bruno                      | braun                  | braun                         |
| bugia                      | Lüge                   | böse                          |
| cotta                      | Kutte, Panzerhemd      | Kutte                         |
| equipaggio (frz. équipage) | Mannschaft, Besatzung  | Schiff (ahd. skip)            |
| faida                      | Fehde                  | Fehde                         |
| fiasco                     | Strohflasche           | Flasche                       |
| forra                      | Schlucht               | Furche                        |
| freccia (frz. flèche)      | Pfeil                  | fliegen                       |
| fresco                     | frisch                 | frisch                        |
| gherone                    | Zwickel                | Gehre                         |
| grattare                   | kratzen                | kratzen                       |
| groppa                     | Pferderücken           | Kruppe                        |
| guaio                      | Missgeschick, Unfall   | weh                           |
| guancia                    | Backe, Wange           | Wange                         |
| guercio                    | schielend              | Zwerch(fell)                  |
| installare                 | einbauen, installieren | Stelle, Stall                 |
| issare                     | hissen                 | hissen                        |
| leccare                    | lecken                 | lecken                        |
| martora                    | Marder                 | Marder                        |
| pizza                      | Pizza                  | Bissen                        |
| ricco                      | reich, wohlhabend      | reich                         |
| roba                       | Zeug                   | Raub                          |
| sapone                     | Seife                  | Seife                         |
| sbilenco                   | schief gewachsen       | link(s)                       |
| sbreccare                  | absplittern            | brechen                       |
| scherzare                  | scherzen               | scherzen                      |
| scaruffare                 | zerzausen              | raufen                        |
| schietto                   | rein, echt             | schlicht                      |
| schifo                     | Schiff                 | Schiff                        |
| sguardo                    | Blick                  | Warte                         |
| spola                      | Spule                  | Spule                         |
| stalla                     | Stall                  | Stelle, Stall                 |
| staffa                     | Steigbügel             | (Fuß)stapfen                  |
| stallo                     | Chorstuhl              | Stelle                        |
| stallone                   | Hengst                 | Stall, Stelle                 |
| sterzo                     | Lenkrad                | (Pflug)sterz                  |
| stinco                     | Schienbein             | Schinken                      |
| stormire                   | rauschen               | stürmen                       |
| strale                     | Pfeil (poetisch)       | Strahl                        |
| tedesco                    | deutsch                | deutsch                       |
| tocca                      | Besatz aus Hanfleinen  | Tuch                          |
| torba                      | Torf                   | Torf                          |
| trescare                   | tanzen                 | dreschen                      |
| trogolo                    | Trog                   | Trog                          |
| trottare                   | traben                 | Trott                         |
| tuffare                    | eintauchen             | taufen                        |
| uosa                       | Gamasche               | Hose                          |
| uro                        | Auerochse              | Ur                            |
| zaffo                      | Spund, Pfropfen        | Zapfen                        |
| zaffare                    | zuspunden              | Zapfen                        |
| zaino                      | Zainja                 | Taïnjo                        |
| zanna                      | Reißzahn, Stoßzahn     | Zahn                          |
| zecca                      | Zecke                  | Zecke                         |
| zincone                    | Aststumpf              | Zinke                         |
| zuppa                      | Suppe                  | Suppe                         |
| zuppo                      | durchnässt             | Suppe                         |

## Gotico[1]
| Parola italiana | Parola tedesca | Collegata alla parola tedesca |
| --------------- | -------------- | ----------------------------- |
| albergo         |                |                               |
| nastro          |                |                               |
| fiasco          |                |                               |
| spola           |                |                               |
| arredare        |                |                               |
| rocca           |                |                               |